# Disque unité

Disque unité ouvert avec la distance euclidienne.

En mathématiques, le disque unité ouvert autour de P (où P est un point donné dans le plan), est l'ensemble des points dont la distance à P est inférieure à 1 :
{\displaystyle D_{1}(P)=\{Q:|P-Q|<1\}}.
Le disque unité fermé autour de P est l'ensemble des points dont la distance à P est inférieure ou égale à un :
{\displaystyle {\bar {D}}_{1}(P)=\{Q:|P-Q|\leq 1\}}.
Les disques unités sont des cas particuliers de disques et de boules unités ; en tant que tels, ils contiennent l'intérieur du cercle unité et, dans le cas du disque unité fermé, le cercle unité lui-même.
Sans autres spécifications, le terme « disque unité » est utilisé pour le disque unité ouvert à l'origine, {\displaystyle D_{1}(0)}, avec la métrique euclidienne standard. C'est l'intérieur d'un cercle de rayon 1 centré à l'origine. Cet ensemble peut être identifié avec l'ensemble de tous les nombres complexes de module inférieur à un. Lorsqu'on le considère comme un sous-ensemble du plan complexe (C), le disque unité est souvent noté {\displaystyle \mathbb {D} }.

## Le disque unité ouvert, le plan, et le demi-plan supérieur
La fonction
{\displaystyle f(z)={\frac {z}{1-|z|^{2}}}}
est un exemple d'une fonction réelle analytique et bijective du disque unité ouvert vers le plan ; sa fonction inverse est aussi analytique. Considéré comme une variété analytique réelle 2-dimensionnelle, le disque unité ouvert est donc isomorphe au plan entier. En particulier, le disque unité ouvert est homéomorphe au plan.
Cependant, il n'y a pas une bijection conforme entre le disque unité et le plan. Considéré comme une surface de Riemann, le disque unité ouvert est donc différent du plan complexe.
Il existe des bijections conformes entre le disque unité ouvert et le demi-plan supérieur (en). Donc considéré comme une surface de Riemann, le disque unité ouvert est isomorphe (« biholomorphe », ou « conformément équivalent ») au demi-plan supérieur, et les deux sont souvent utilisés de façon interchangeable.
Plus généralement, le théorème de l'application conforme de Riemann affirme que tout sous-espace simplement connexe du plan complexe qui est différent du plan complexe admet une bijection conforme vers le disque unité ouvert.
Une bijection conforme du disque unité ouvert vers le demi-plan supérieur est la transformation de Möbius
{\displaystyle g(z)=i{\frac {1+z}{1-z}}} qui est l'inverse de la transformation de Cayley.
Géométriquement, on peut imaginer l'axe réel tordu et rétréci, de sorte que le demi-plan supérieur devient l'intérieur du disque et l'axe réel forme la circonférence du disque, à l'exception d'un point au sommet, le « point à l'infini ». Une bijection conforme du disque unité ouvert vers le demi-plan supérieur peut également être construite comme la composition de deux projections stéréographiques : d'abord le disque unité est stéréographiquement projeté vers la moitié supérieure de la sphère unité, en prenant le « pôle sud » de la sphère unité comme le centre de la projection, et puis cette demi-sphère est projetée obliquement sur un demi-plan vertical touchant la sphère, en prenant le point qui est sur la demi-sphère à l'opposé du point de contact comme le centre de la projection.
Le disque unité et le demi-plan supérieur ne sont pas interchangeables comme domaines pour les espaces de Hardy. La cause de cette différence est le fait que le cercle unité a une mesure de Lebesgue finie (une-dimensionnelle) alors que l'axe des réels n'a pas une mesure de Lebesgue finie.

## Espace hyperbolique
Le disque unité ouvert est couramment utilisé comme un modèle pour le plan hyperbolique par l'introduction d'une nouvelle métrique, la métrique de Poincaré. À l'aide de l'application conforme mentionnée ci-dessus entre le disque unité et le demi-plan supérieur, ce modèle peut être transformé en un demi-plan de Poincaré du plan hyperbolique. À la fois le disque de Poincaré et le demi-plan de Poincaré sont des modèles conformes de l'espace hyperbolique, c'est-à-dire angles mesurés dans le modèle coïncident avec des angles dans l'espace hyperbolique, et, par conséquent, les formes (mais pas la taille) de petites figures sont conservées.
Un autre modèle de l'espace hyperbolique est également construit sur le disque unité : le modèle de Klein. Il n'est pas conforme, mais a la propriété que des lignes droites dans le modèle correspondent à des lignes droites dans l'espace hyperbolique.

## Les disques unités par rapport à d'autres métriques

De haut en bas : le disque unité avec la distance euclidienne, la distance de Manhattan et la distance de Tchebychev.

On peut aussi considérer les disques unités par rapport à d'autres métriques. Par exemple, avec la distance de Manhattan et la distance de Tchebychev les disques ressemblent à des carrés (même si les topologies sous-jacentes sont les mêmes que la version euclidienne).
L'aire du disque unité euclidien est π et son périmètre est 2π. En revanche, le périmètre (par rapport à la distance de Manhattan) du disque unité dans la taxi-géométrie est 8. En 1932, Stanisław Gołąb a prouvé que grâce à des métriques découlant d'une norme, le périmètre du disque unité peut prendre n'importe quelle valeur entre 6 et 8, et que ces deux valeurs extrêmes sont atteintes si, et seulement si, le disque unité est un hexagone régulier ou un parallélogramme, respectivement.